# هو كينغ إنغ
هو كينغ إنغ كانت طبيبة وثاني امرأة ذات إثنية صينية تلتحق بالجامعة في الولايات المتحدة، بعد كينغ يو ماي. مسيرتها الطبية موثقة جيدًا، إذ تعاملت معها وسائل الإعلام الأمريكية على أنها من المشاهير، وذلك بسبب عدم وجود نساء أمريكيات يدرسن الطب في ذلك الوقت.

## النشأة
ولدت هو لعائلة مسيحية صينية في فوزهو. كانت عائلة والدها من البيروقراطيين العسكريين وكانوا يمارسون البوذية، لكن والد هو تحول إلى المسيحية في سبعينيات القرن التاسع عشر، وأصبح فيما بعد كاهنًا في الكنيسة الأسقفية الميثودية. انضمت والدة هو إلى زوجها في نشر الإنجيل وسافرت معه إلى مناطق فقيرة مختلفة بالقرب من فوزهو. كانت السيدة هو صديقةً لسارة مور، زوجة المبشر ناثان سايتس، الذي ذكر أنها تحملت الكثير من الاضطهاد كونها زوجة كاهن، لكنها لعبت دورًا فعالًا في وعظ الزائرات المهتمات بالمسيحية. كان لدى الأسرة عدة بنات، توفيت إحداهن قبل أشهر قليلة من ولادة هو في عام 1865.
وفقًا للممارسات المعاصرة، كانت قدما هو مربوطتين بهدف جعلهما أصغر حجمًا، لكن والدها رأى أن ربط القدم أمر غير طبيعي وأزال الضمادات عن قدميها. عندما غادر في رحلة، أعادت السيدة هو وضع الضمادات، لكنها أزالتها مرةً أخرى عندما عاد والد هو. في وقت لاحق، ذهبت هو في زيارة لإحدى قريباتها، التي ربطت قدميها مرة أخرى، لكن السيدة هو جعلتها تخلع الضمادات عندما عادت إلى المنزل. قالت هو إنها تخجل من قدميها الكبيرتين اللتين سخر منهما الجميع، لكن السيدة هو ردت قائلة: «أخبريهم أن الفتيات ذوات الأقدام المربوطة لا يسمح لهن بدخول قصر الإمبراطور أبدًا».

## تعليمها
التحقت هو بمدرسة فوزهو الداخلية للبنات، والتي كانت تدار تحت رعاية الجمعية التبشيرية النسائية الأجنبية التابعة للكنيسة الأسقفية الميثودية. بعد ترك المدرسة، تدربت في مستشفى فوزهو للنساء تحت إشراف سيغورني تراسك، التي كتبت إلى الجمعية التبشيرية النسائية الأجنبية واصفةً مهارات هو وشخصيتها المميزة. طلبت من هو أن تذهب إلى الولايات المتحدة للتدريب في الطب. في عام 1884، سافرت هو إلى مدينة نيويورك، ثم إلى فيلادلفيا. عند وصولها إلى الولايات المتحدة، لم تكن هو قادرة على التحدث باللغة الإنجليزية وأمضت الصيف قبل الجامعة في التعلم بشكل مكثف مع سارة مور. التحقت بعد ذلك بكلية أوهايو وسلين للإناث من عام 1884 حتى عام 1888، والتي دُمجت في ذلك الوقت مع جامعة أوهايو وسلين.
في عام 1888، التحقت هو بكلية الطب النسائية في فيلادلفيا. بعد عامين، مرضت هو وأخذت استراحة من الدراسة لزيارة عائلتها في الصين، وزارت اليابان في طريقها. بحلول هذا الوقت، كان والدها يعاني من مرض السل وقضت هو وقتها في رعايته والإشراف على بناء منزل عائلي جديد والعمل في المستشفى المحلي. عندما أُتم بناء المنزل في عام 1892، عادت إلى فيلادلفيا لإكمال تدريبها، وتخرجت في مايو عام 1894. بعد ذلك، عملت لمدة عام في عيادة فيلادلفيا الشاملة.

## حياتها المهنية
عادت هو إلى فوزهو في عام 1895 وبدأت العمل في مستشفى فوزهو للنساء والأطفال. بعد عام واحد، عاد الطبيب المشرف إلى الولايات المتحدة وتعينت هو مسؤولةً عن المستشفى بأكمله.
في عام 1899، أصبحت طبيبة مقيمة في مستشفى وولستون التذكاري. في البداية، طالب العديد من المرضى بمقابلة طبيب أجنبي وليس «طالبة صينية»، ولكن بحلول الصيف ازداد عدد المرضى واضطرت هو إلى فتح المستوصف في أيام إضافية. من عام 1899 حتى عام 1901، درّبت هو طالبي طب، من بينهما كانت أختها الصغرى، هو سوك إنغ. واجهت المستشفى صعوبة في تحمل عدد المرضى، لدرجة وجب بناء منزل لهو على تلة خارج أرض المستشفى للسماح بوضع المزيد من أسرة المرضى. ارتفع عدد الحالات التي يعالجها المستشفى من 1,837 في عام 1899 إلى 24,091 في عام 1910.